# 早稲田スポーツ
早稲田スポーツ（わせだスポーツ）は、早稲田大学の学生新聞の一つ。早稲田スポーツ新聞会が発行する。略称は「早スポ」（そうスポ）。

## 概要
1959年に、早稲田大学教育学部の学生であった松井盈、西川昌衛（のち三菱UFJニコス専務）らにより創刊された。2006年4月に創刊400号を迎え、2019年11月に創刊60周年を迎えた。いわゆる学生スポーツ新聞の先駆け的存在である。
主に早稲田大学の運動部の試合結果などを伝える。東京六大学野球、ラグビー、箱根駅伝が三本柱である。年11回発行（なお、朝日新聞の2009年03月の記事では年12回となっている）で、発行部数は年間で公称20万部。印刷は日刊スポーツ印刷社に委託されている。（2019年から東日印刷に変更）年2回発行される早慶野球号のみ有料（1部100円）で、それ以外の号は無料配布。1998年までは、野球号の価格は50円だった。またOB、OGや早稲田スポーツファンを対象にした定期購読サービス（有償）もあり、定期購読者はおよそ500人。また、広告料は一段3万円である。
2000年からは早稲田大学のスポーツ選手の中で最も輝いた選手・団体を読者投票にて選出する「早稲田スポーツ新聞賞」も開催している。
なお、2016年8月時点の部員数は155人。
出身者には、毎日新聞編集委員を務めた堤哲、北海道放送元アナウンサーの野宮範子、2002年ソルトレークシティオリンピック、2006年トリノオリンピックの2大会連続でスケルトン日本代表の中山英子、スポーツライターの清水岳志などがいる。

## 年間発行スケジュール
- 新入生歓迎号（4月）
- 早慶レガッタ号（4月）
- 新人パレード号（５月）
- 早慶野球（春）号（5・6月）
- 7月号（7月）
- 10月号（10月）
- 早慶野球（秋）号（10・11月）
- 早慶ラグビー号(11月23日）
- 早明ラグビー号(12月第1日曜日）
- 箱根駅伝号（1月2日）
- 1月号（1月）
- 卒業記念号（3月）

※2001年までは10月号ではなく9月号が発行された
※1995年ごろまでは卒業記念号は号外扱い
※2010年ごろまでは新人パレード号は号外扱い
(定期的に発行される主な号外)
早慶サッカー号外 
(成績に応じ発行される主な号外)
6大学野球リーグ戦優勝時／ラグビー大学選手権決勝進出時